# Los Cristianos

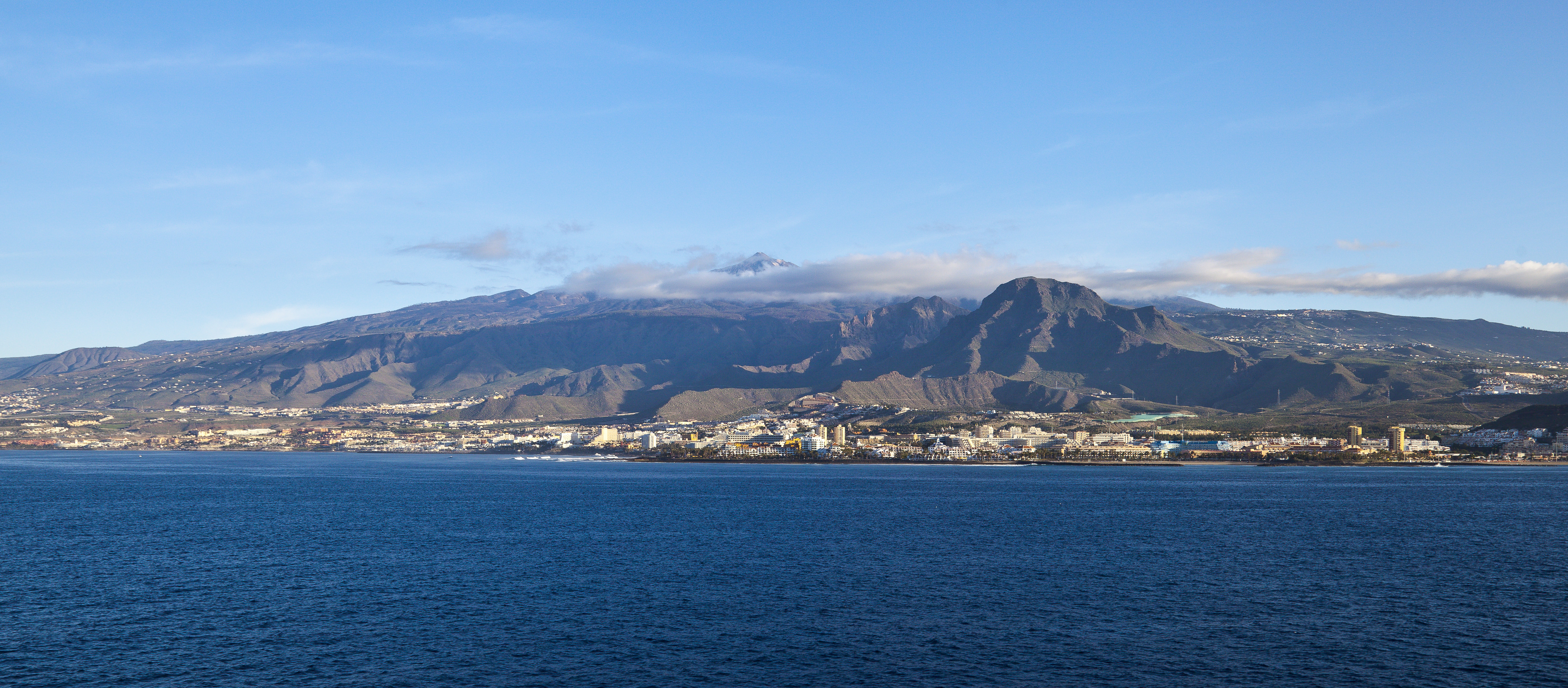
Los Cristianos – widok ogólny

Los Cristianos – miejscowość turystyczna położona na południu Teneryfy (Wyspy Kanaryjskie).
Miejscowość znajduje się w ścisłej strefie turystycznej posiadającej własny port. W 2009 roku liczyła 19 039 mieszkańców według źródeł Kanaryjskiego Urzędu Statystycznego (dane z 1 stycznia 2009). Los Cristianos znajduje się w gminie Arona i położone jest pomiędzy chronionymi obszarami przyrodniczymi, takimi jak Góra Chayofita i Góra Guaza oraz otwiera się na morze przez zatokę Los Cristianos. Dzięki bliskości innej strefy turystycznej, Playa de las Américas, Los Cristianos doświadczyło silnej ekspansji urbanistycznej wokół swojego portu i plaży, który rozpoczął się w latach 70. XX wieku i trwa do dzisiaj. Dysponuje dwoma plażami o złotych piaskach, licznymi barami i restauracjami oraz dużą ofertą zakwaterowania, którą tworzą apartamenty i hotele wszystkich kategoriach.

## Historia

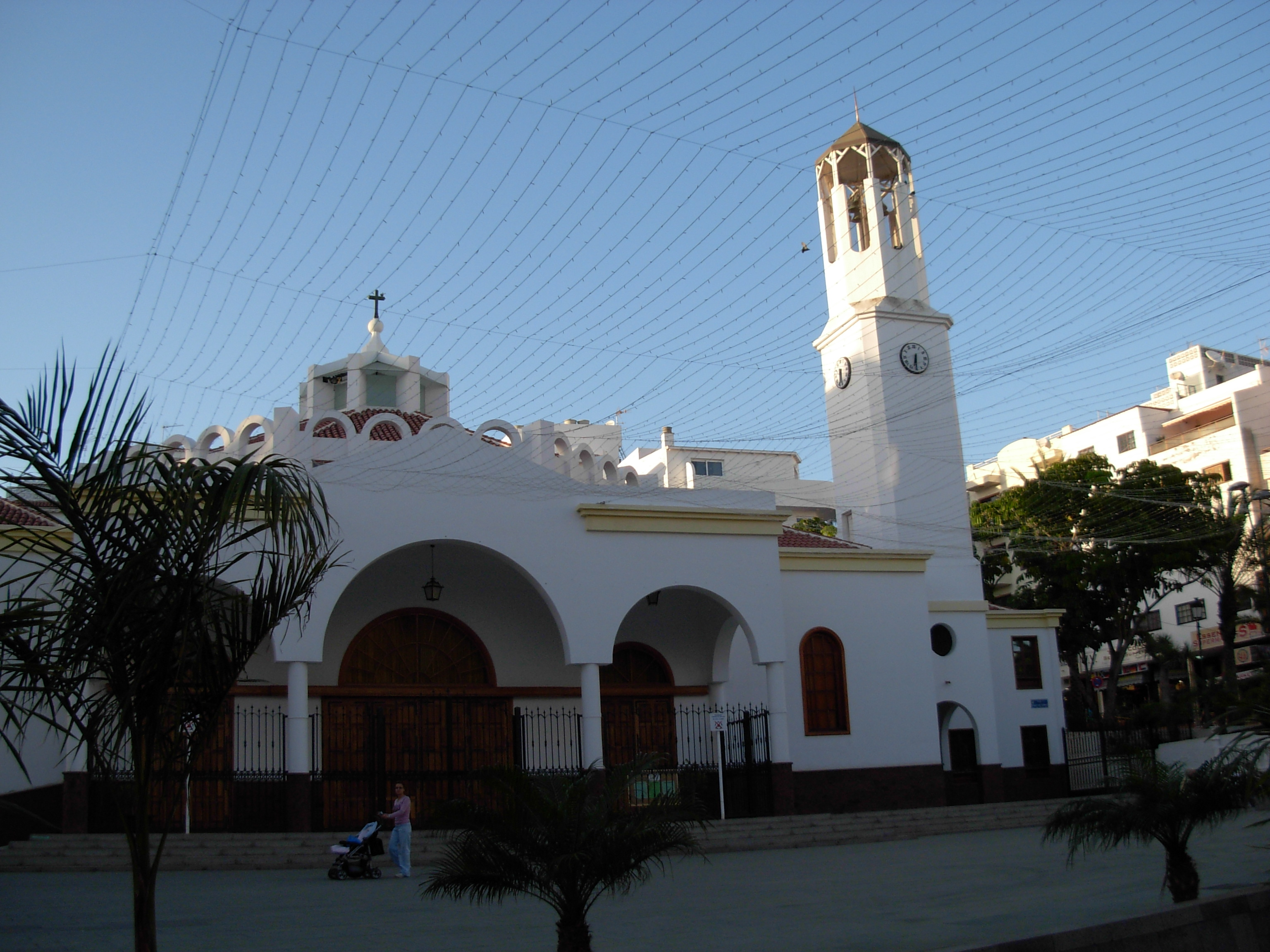

Pierwsze wzmianki historyczne na temat Los Cristianos datowane są na wiek XVI, kiedy to opisuje się już istnienie portu. Na przestrzeni wieków XVII, XVIII i XIX dochodzi do wielokrotnych najazdów pirackich, które zagrażają jego mieszkańcom. Pierwsze stałe zasiedlenie Los Cristianos ma miejsce w latach 60. XIX wieku; wtedy też został opisany przez Pedro de Olivę jako „wioska rybacka w Arona, z trzema domami jednopiętrowymi, jednym domem dwupiętrowym i jedną szopą”. Liczba ludności Los Cristianos zaczęła rosnąć około drugiej połowy XIX wieku wraz z napływem przemysłu i handlu. W związku z oddalonym zagrożeniem najazdów pirackich, Los Cristianos, razem ze swoim naturalnym portem, rozwijało się jako centrum importu i eksportu południowej Teneryfy. W 1909 roku skonstruowane zostaje pierwsze molo, aby usprawnić załadowanie i rozładowanie statków. Rolnictwo nie figurowało w lokalnej gospodarce aż do momentu, gdy tamtejsza ziemia zaczęła być nawadniana ze stref o większą ilości opadów. W 1914 roku, Teofilowi Bello Rodriguezowi udało się doprowadzić wodę z Vilaflor do Los Cristianos, dzięki czemu przed jego mieszkańcami otworzyły się nowe perspektywy. Wkrótce rozpowszechniła się uprawa pomidorów i bananów w tej południowej miejscowości. W roku 1924 rosnąca liczba ludności dała impuls do budowy kaplicy, która została wyburzona w roku 1987, aby na jej miejscu zbudować kościół o większych rozmiarach.
W 1934 roku, w związku z rosnącym znaczeniem rybołówstwa i wymianą handlową, zdecydowanie powiększony został port Los Cristianos tak, aby mógł przyjąć więcej statków o większych rozmiarach. W 1975 roku otwarto codzienne połączenie morskie dla pasażerów i towarów między Los Cristianos i San Sebastián de la Gomera. W czasach II wojny światowej zbudowane zostały trzy małe warownie na linii brzegowej Los Cristianos, jako obronę przed możliwą inwazją brytyjską. Niektóre z tych warowni pozostały nietknięte do dzisiaj. Od drugiej połowy XX wieku gospodarka miejscowości zaczęła się zmieniać, przechodząc od tej bazującej pierwotnie na uprawie i rybołówstwie, do opartej na działalności turystycznej. Pierwsi turyści, którzy dotarli do miejscowości, pochodzili w znacznej mierze z północy Europy, przede wszystkim ze Szwecji – fakt, który został odzwierciedlony w nazwie jednej z głównych ulic miejscowości, Avenida Suecia (hiszp. Avenida Szwecja). Ci pierwsi turyści zaczęli przyjeżdżać w celach terapeutycznych w związku z wyjątkowymi walorami miejscowego klimatu. Od tamtego momentu turystyka rosła na znaczeniu aż do naszych czasów, przekształcając się w dominującą gałąź gospodarczą miejscowości.

## Gospodarka

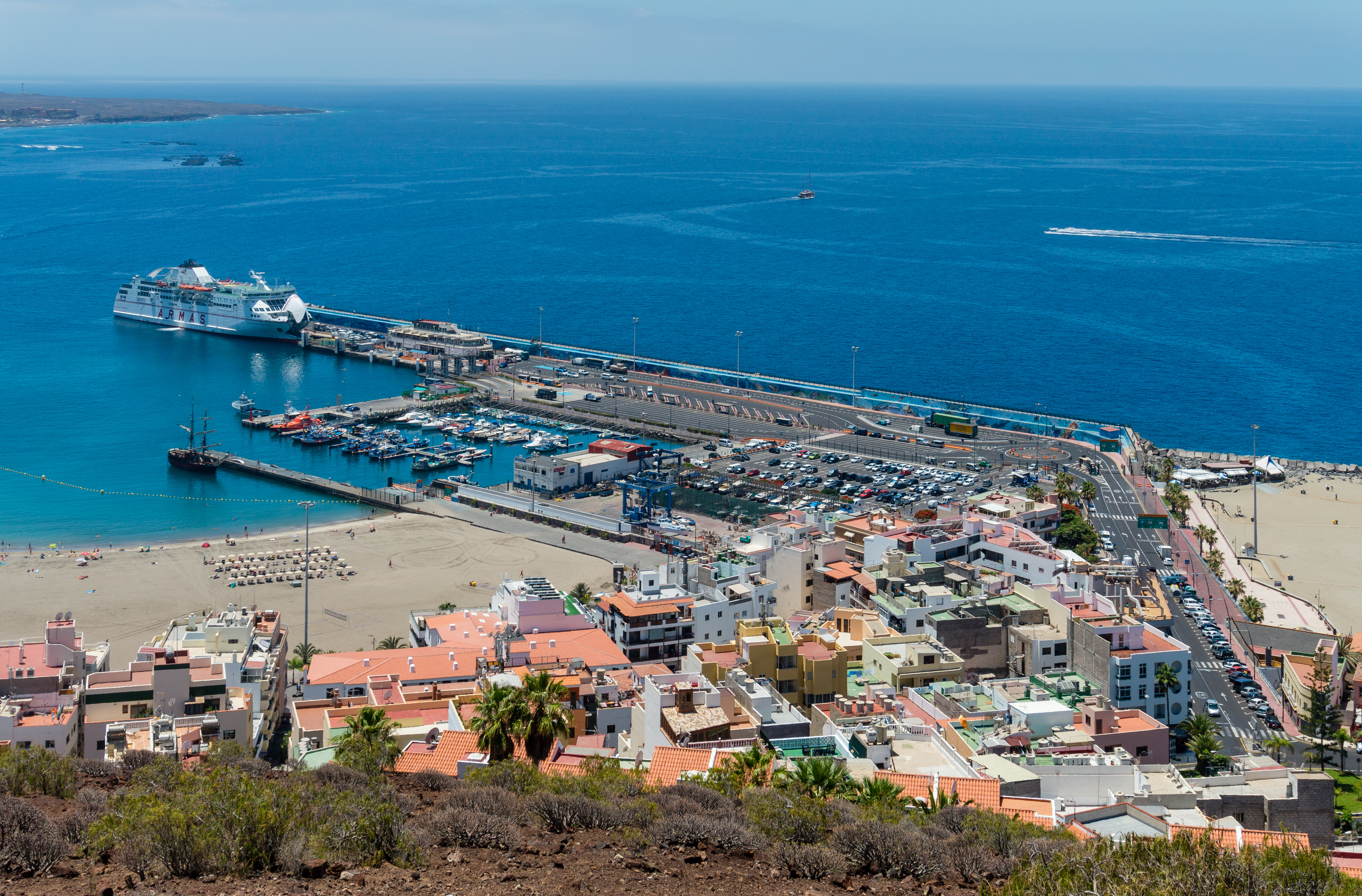
Port w Los Cristianos

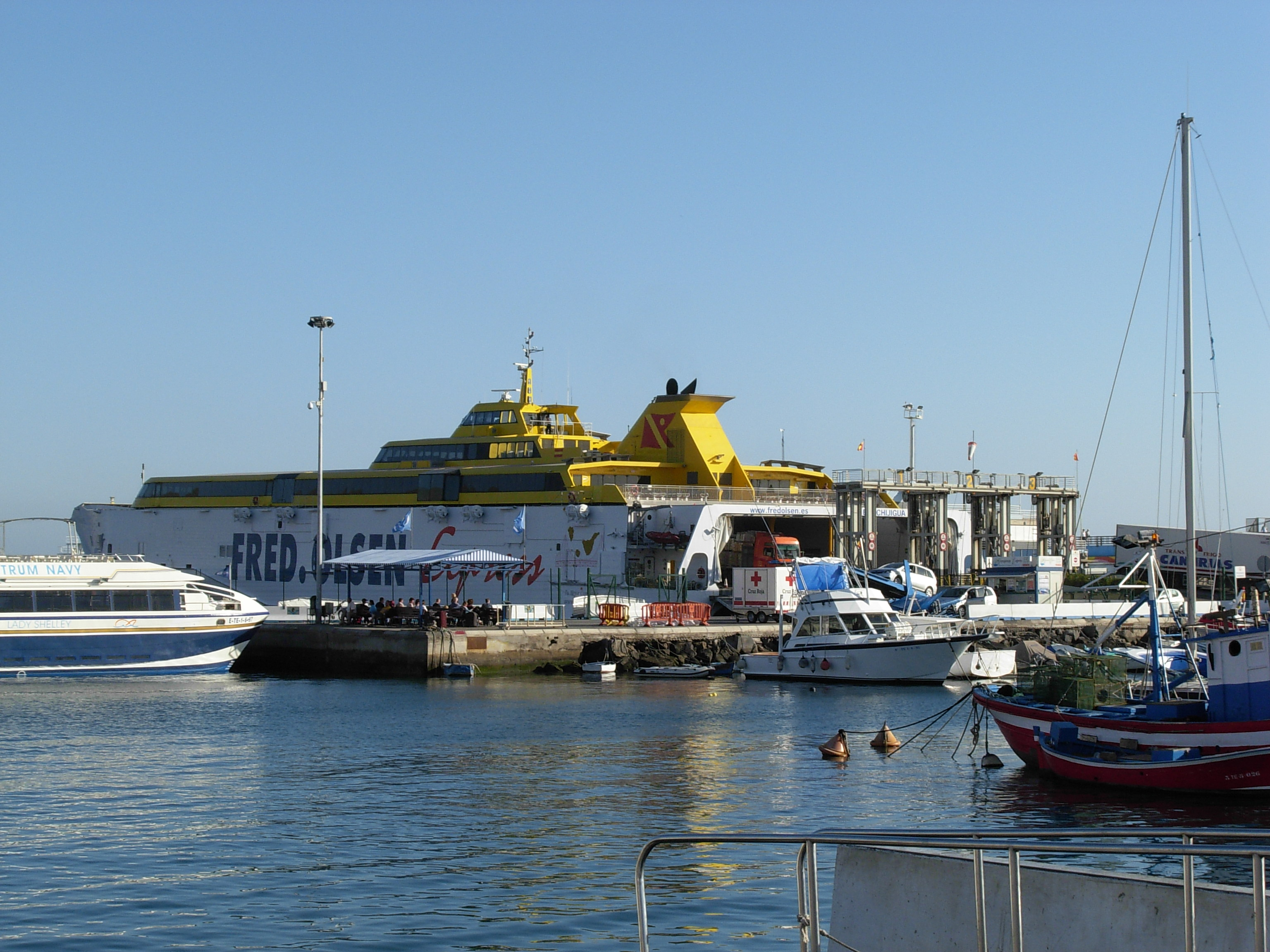

Dzisiaj Los Cristianos to centrum turystyczne, które przyciąga setki tysięcy odwiedzających każdego roku. Poza tym, jest głównym ośrodkiem handlowym południowej Teneryfy, z ulicami, na których mieszczą się sklepy, restauracje, bary z przekąskami, centra handlowe, itp.

## Port Los Cristianos
Teren portowy Los Cristianos zajmuje pierwsze miejsce w Hiszpanii pod względem ruchu pasażerskiego dzięki połączeniom z portami w San Sebastián de la Gomera, La Estaca na El Hierro i Santa Cruz de La Palma. Do tego dochodzą różnorakie statki, które oferują wycieczki turystyczne po okolicznych wodach, takich jak klify Los Gigantes, Masca lub obserwacje waleni, które zamieszkują okolice portu.

## Plaże

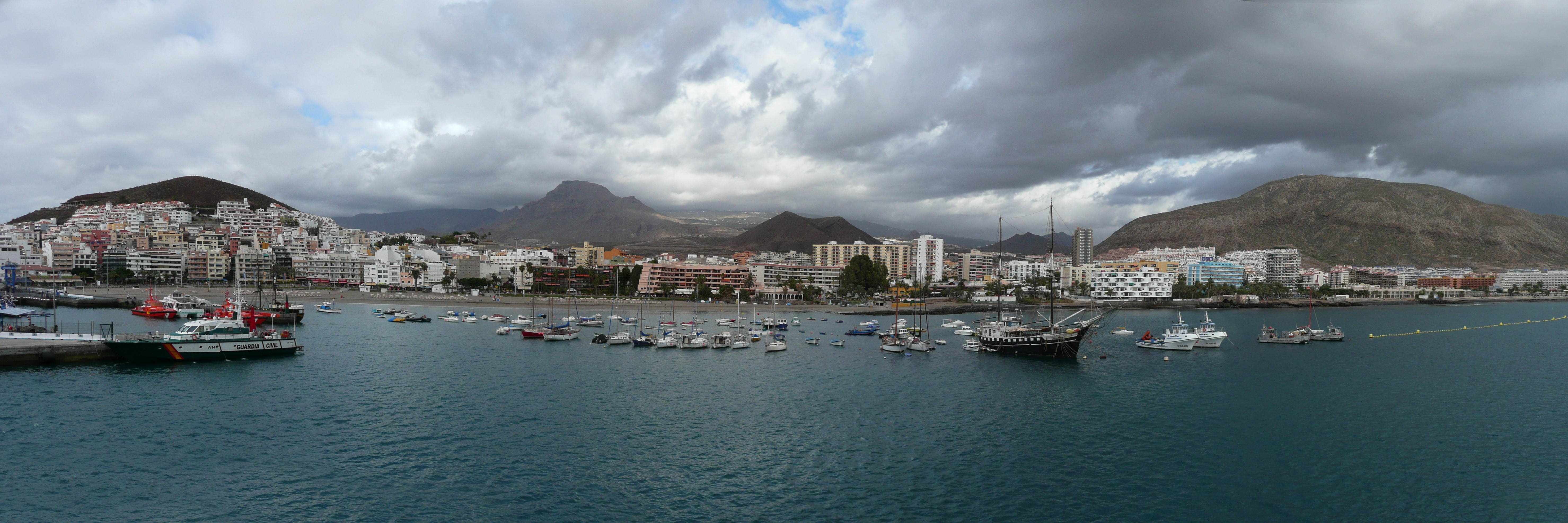

W Los Cristianos znajdują się dwie ważne plaże Teneryfy: plaża główna (Playa de los Cristianos) jest plażą piaszczystą osłoniętą przez port, która dysponuje prysznicami, strefą sportów wodnych i plażowych, strefą zabaw dla dzieci, toaletami i przebieralniami. Druga plaża to Playa de la Vistas, zlokalizowana w jednej z zatok bliżej portu. Jest to plaża sztuczna o białym drobnym piasku, chroniona przez falochrony, która również dysponuje instalacjami podobnymi do swojej poprzedniczki. Istnieje również odosobniona kamienista zatoczka z małą plażą z czarnym piaskiem, na którą często udają się naturyści. Na pograniczu Los Cristianos i Playa de Las Americas znajduje się jedna z najbardziej popularnych i urokliwych plaż na całej Teneryfie – Playa del Camison. Del Camison to jedna z najczęściej fotografowanych plaż na Teneryfie, zaraz po plaży Las Terestitas.

## Transport
Los Cristianos połączone jest z Santa Cruz (stolicą wyspy) poprzez autostradę TF-1. Jest oddalone o 15 minut od Lotniska Tenerife Sur. Dysponuje również własny dworcem autobusowym i posiada codzienne połączenia morskie z wyspami La Gomera, La Palma i El Hierro.